# Антохори (Кожани)
Антохори (грч. Ανθοχώρι) је насељено место у општини Горуша у периферији Западна Македонија, Грчка. Према попису из 2021. године било је 53 становника.
Према бугарском географу и историчару, Василу Канчову, у Антохорију је 1900. године живело 260 Грка муслимана (Валахади) и 100 Грка хришћана. Антохори се налази у области Населица, која је некада била насељена словенским становништвом које је касније хеленизовано. Године 1923. муслиманско становништво је принудно исељено у Турску а на њихово место је насељено 23 грчких избегличких породица, укупно 83 особа. На попису из 1928. године Антохори су имали 292 становника. Село се раније звало Цакмохор.